# Euthygomphus parvus
Euthygomphus parvus – gatunek ważki z rodziny gadziogłówkowatych (Gomphidae). Występuje na Sumatrze i Półwyspie Malajskim.